# Peña (Navarra)

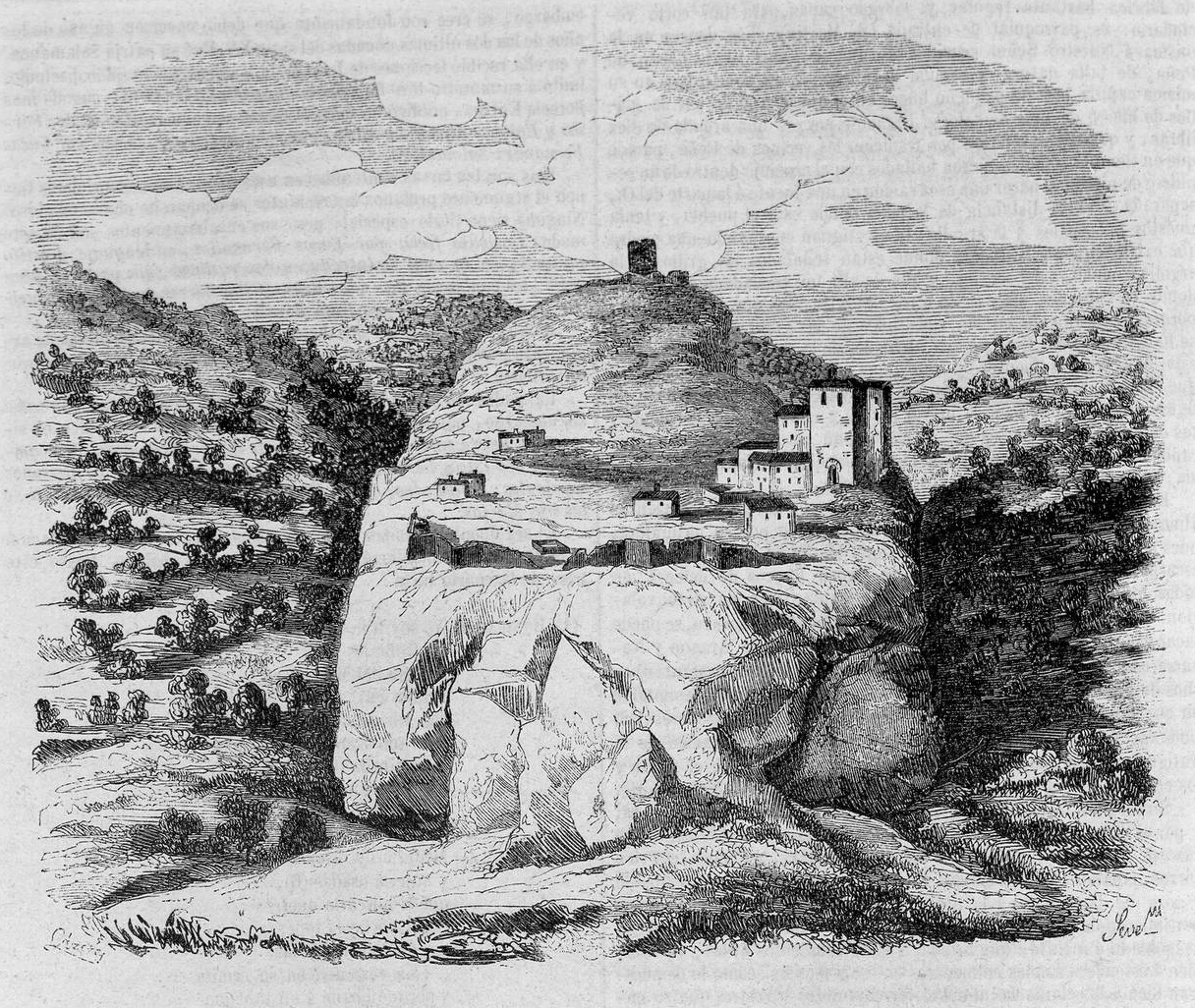
Boceto de la villa de Peña (1853). Semanario Pintoresco Español.

Peña es una antigua villa de Navarra, en España, perteneciente al término municipal de Javier, que está deshabitada desde mediados de la década de 1950. Fue declarada bien de interés cultural en la categoría de conjunto histórico mediante decreto foral en 1997. El conjunto está formado por la misma villa y los restos del que fuera su castillo, así como algunos vestigios de lo que fuera la muralla. 
En la actualidad se encuentra en el interior de una finca particular, cerrada en gran parte de su perímetro con una valla y un guarda que reside en la parte baja, Torre de Peña, a poca distancia de Gabarderal.

## El pueblo
Está ubicado a 13 kilómetros de Sangüesa en la comarca homónima. Actualmente pertenece al municipio de Javier, aunque geográficamente está separado del resto del municipio por Sangüesa. 
En el cementerio de la localidad está enterrado, junto a sus antiguos habitantes, Donald Walker, un aviador inglés que fue derribado en el año 1943 cuando realizaba una misión militar en el sur de Francia durante la II Guerra Mundial.
En 1950 aún quedaban tres familias en el pueblo. Nicanor Landa, entonces el cartero, y su mujer Rosario Leoz fueron los últimos en marchar de Peña hacia el año 1952. Como muchos otros antes, se fueron a Sangüesa. Pero, en realidad, el último habitante en marchar fue un ermitaño belga, el padre Arnaldo, pariente de los propietarios del pueblo, que vivió en Peña desde el año 1961 hasta 1964, haciendo vida en solitario.

## Leyendas

### Cristo de Peña
Cuenta la leyenda que en Orán (Argelia) estuvo preso un vecino de Peña, ferviente devoto del Cristo de su villa natal. Durante su presidio no cesaba de encomendarse al Cristo de Peña, rogando y suplicando por su liberación.
El reo fue liberado y una vez regresado a su villa natal, y como agradecimiento por su liberación, ofreció al Cristo, como exvoto, las cadenas de su presidio.

## La iglesia
Dedicada a San Martín de Tours, en ocasión de su festividad, el 11 de noviembre se abre para celebrar oficios en honor al patrón.

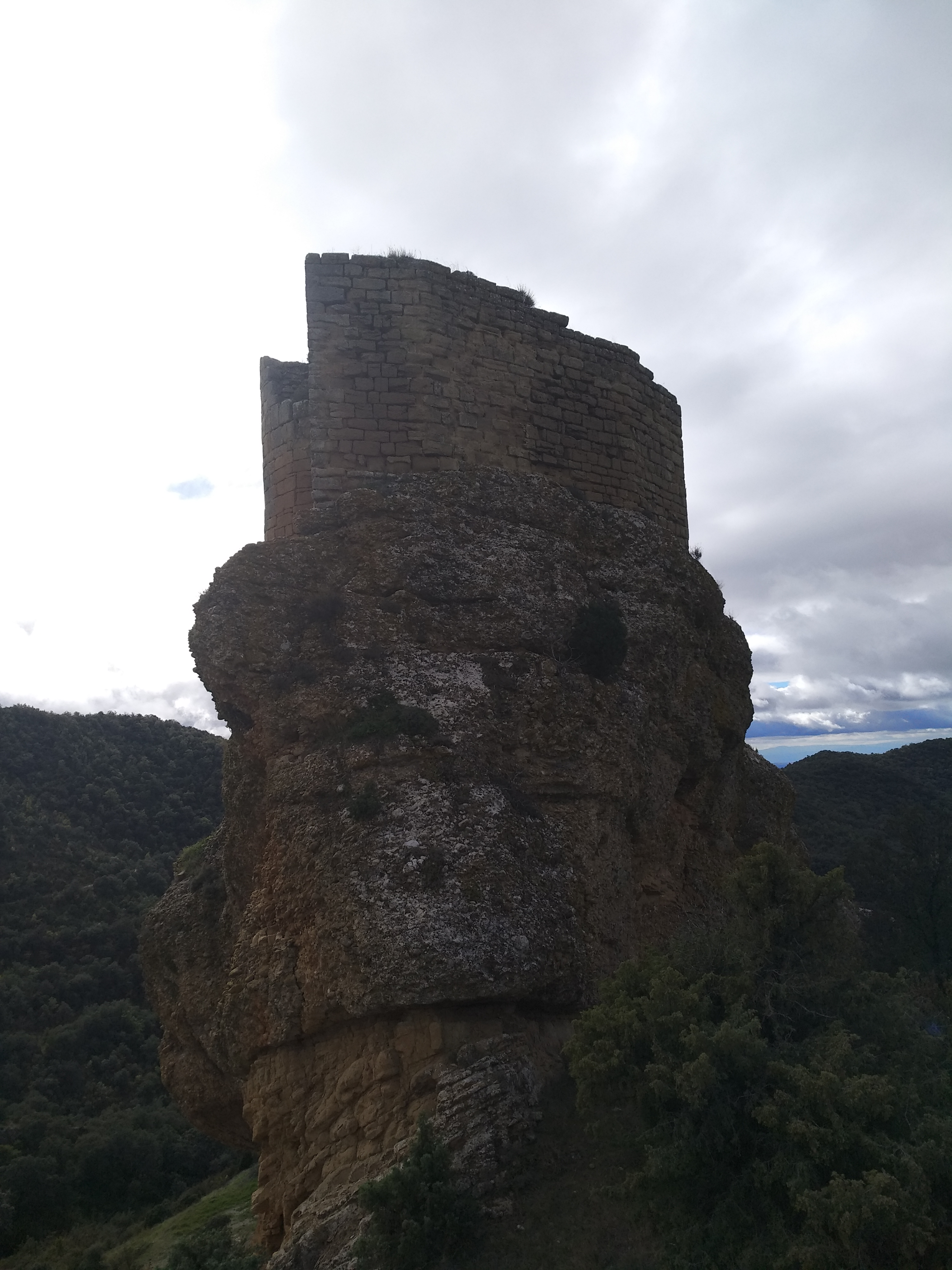
Ruinas del castillo

## El castillo
El pueblo en tiempos tuvo un papel destacado en defensa del Reino de Navarra con el Reino de Aragón. En el enclave había un castillo del que actualmente apenas queda la base de una de sus torres. Era prácticamente inexpugnable.
En lo que se refiere al castillo, cuyas ruinas coronan la roca natural sobre la que se asienta todo el conjunto, su labor de vigilancia guardaba estrecha relación con el cercano castillo de Javier. Se conserva parte de la torre mayor, en el ribazo que corona la peña, atestigua tal recuerdo.

## Galería de imágenes

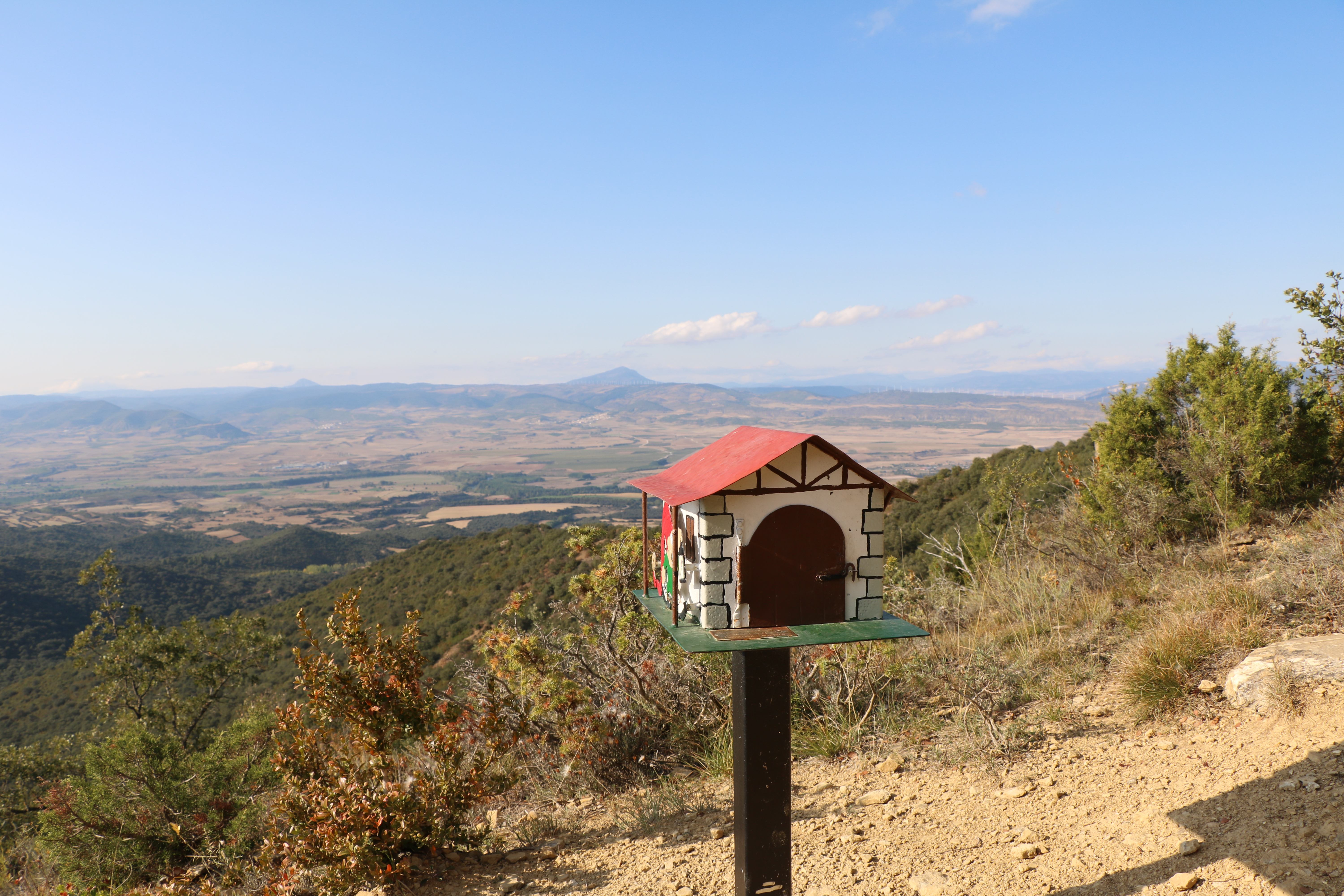
Alto de Peña
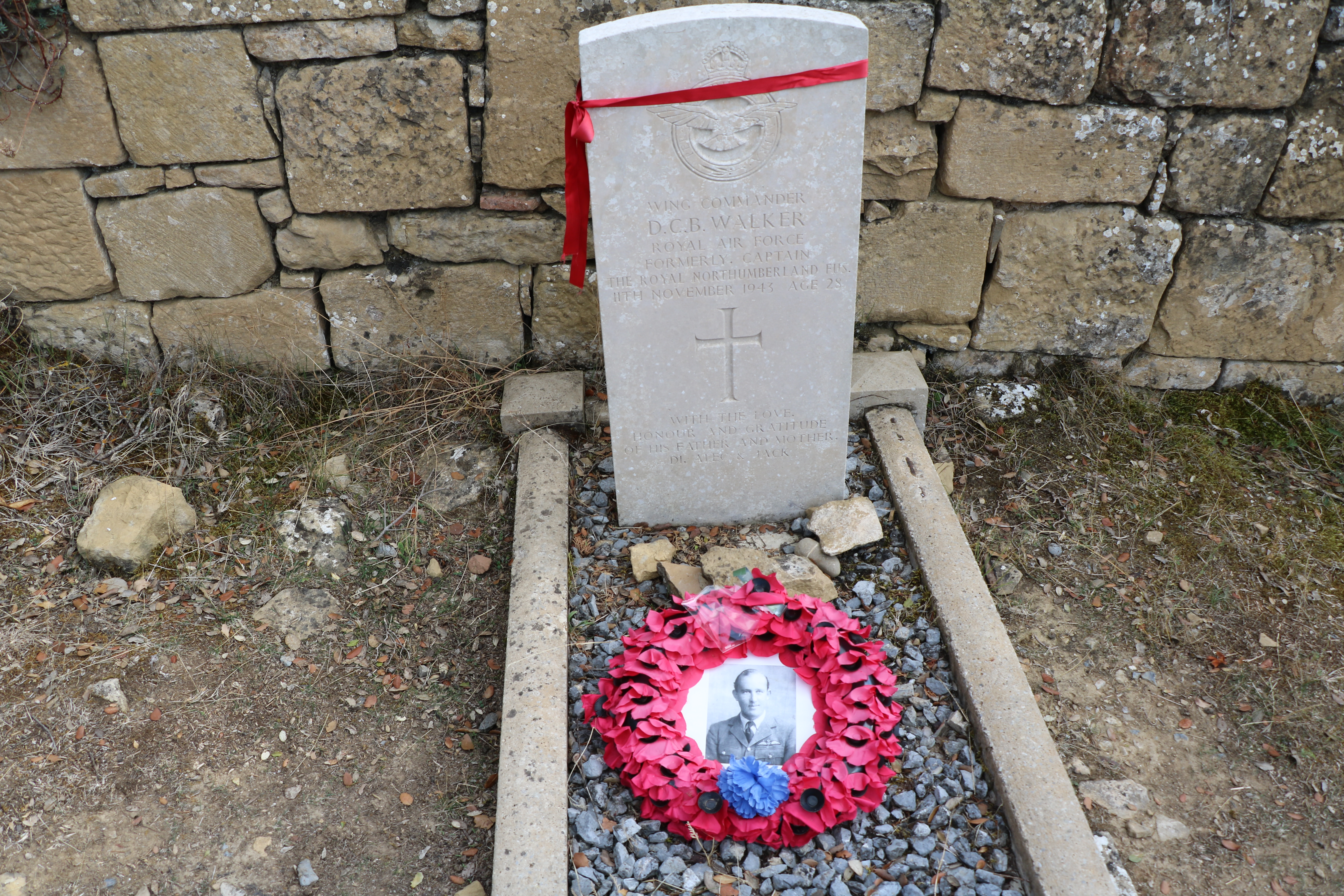
Lápida del aviador británico
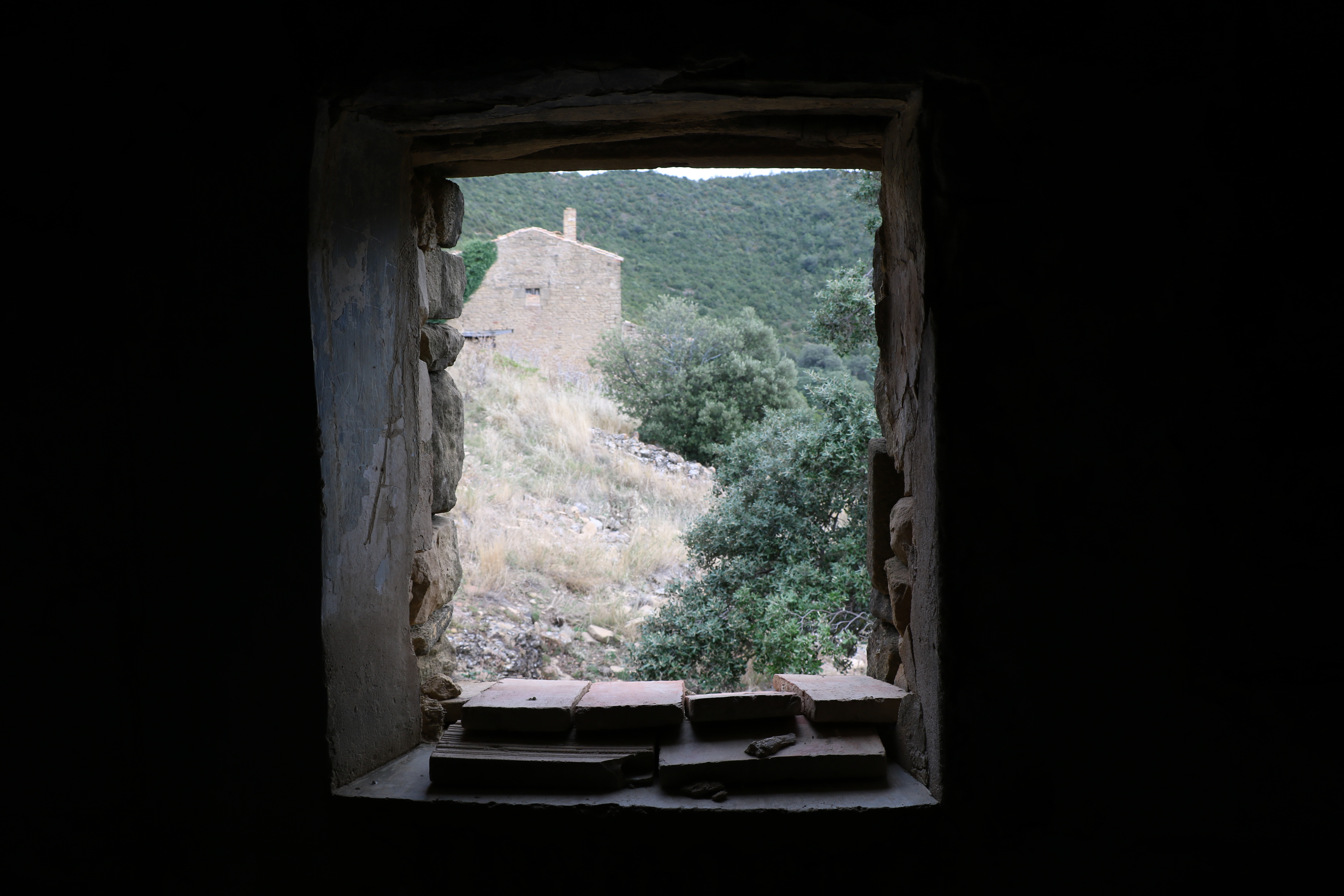
Vista desde el interior de una casa
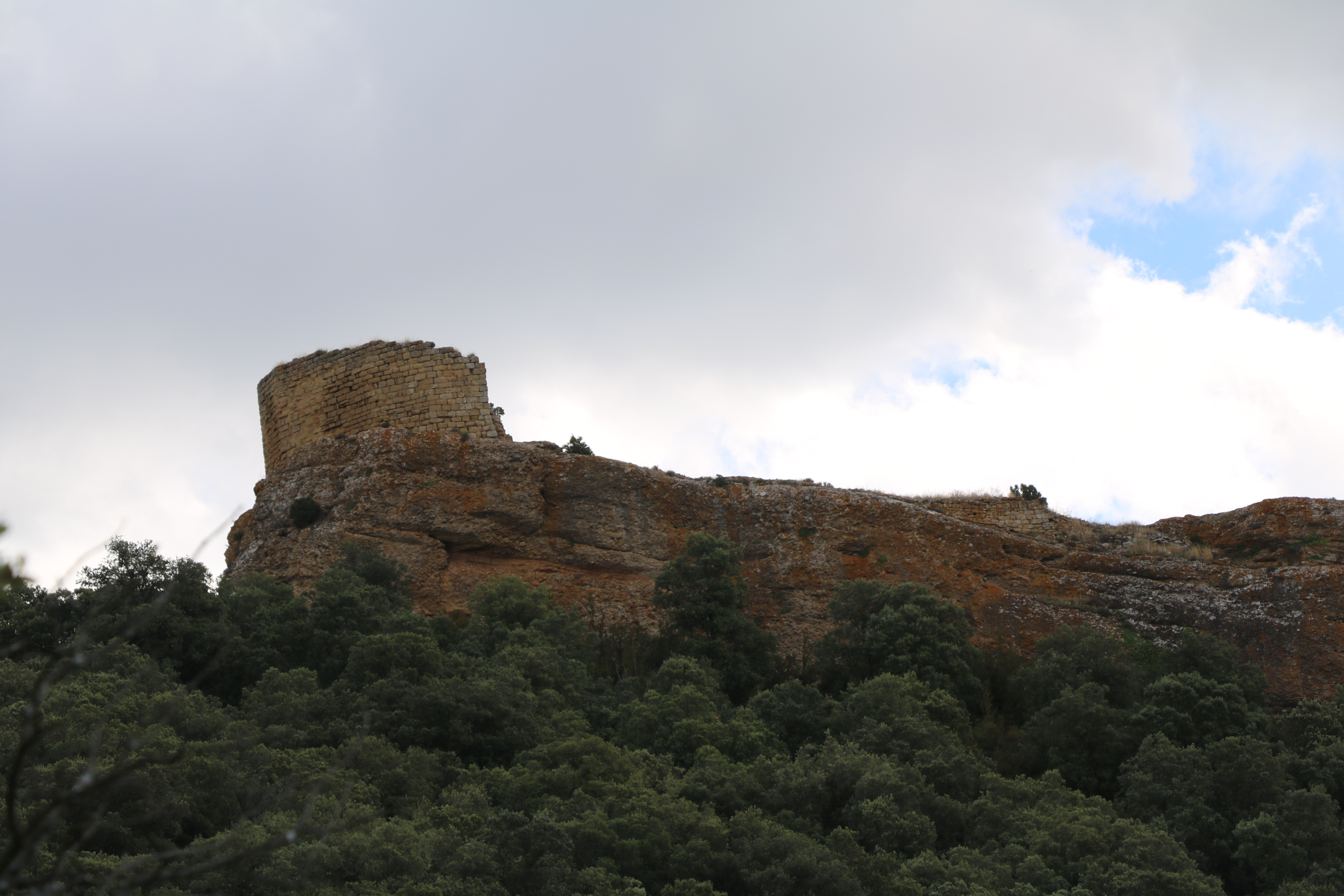
Ruinas del castillo
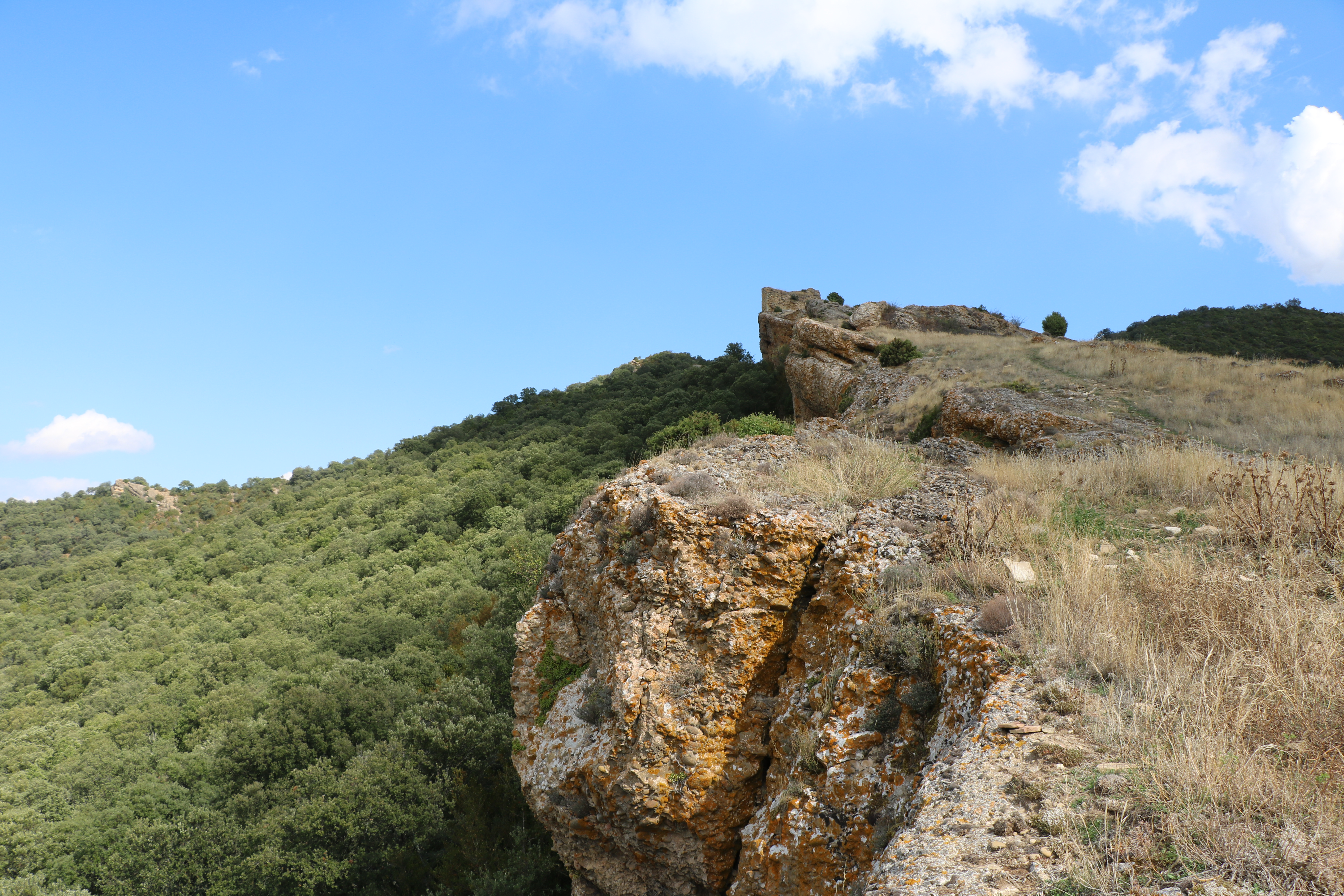
Roca sobre la que se asentaba el castillo y la villa dándole, con ello, nombre al lugar
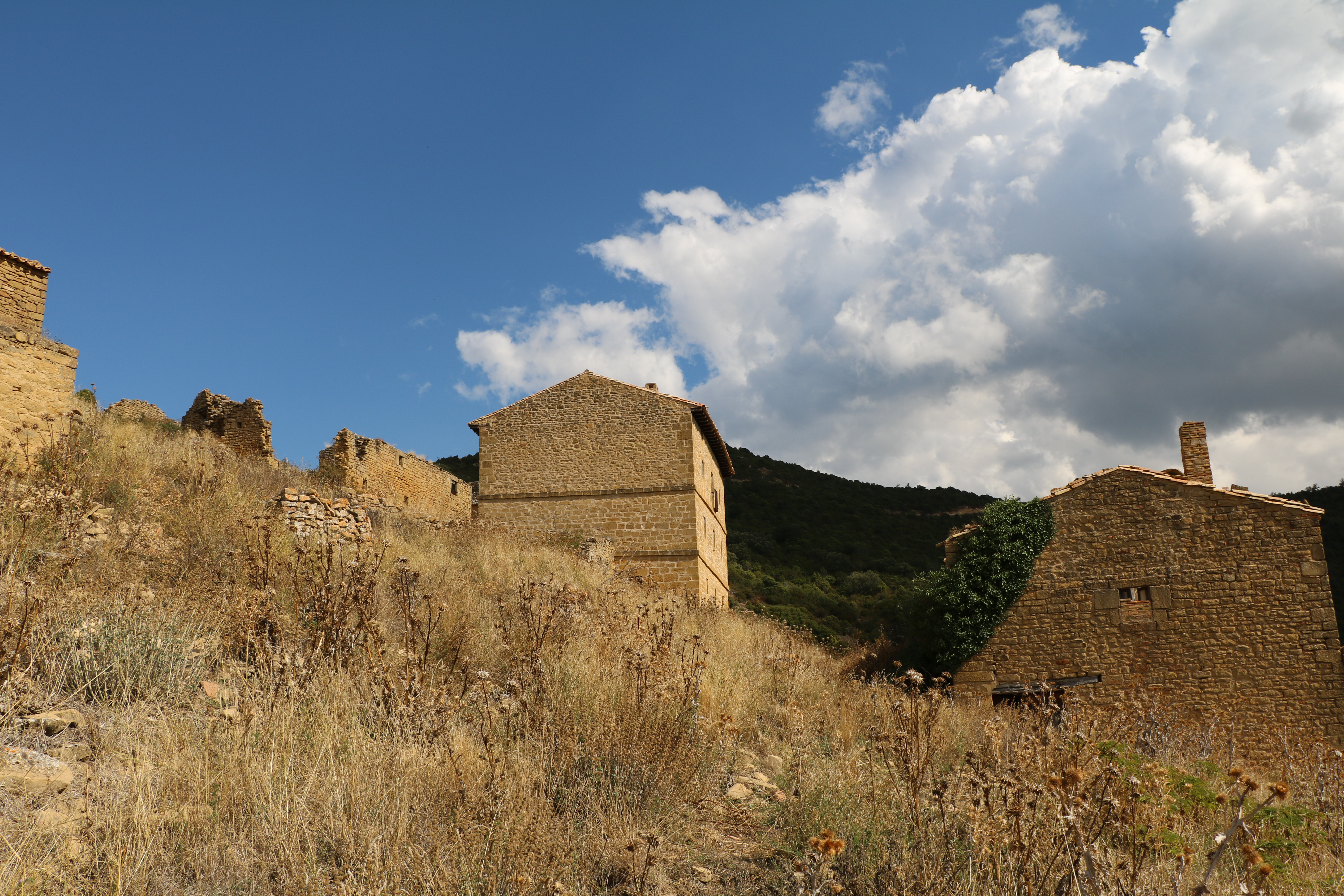
Vista de algunas casas
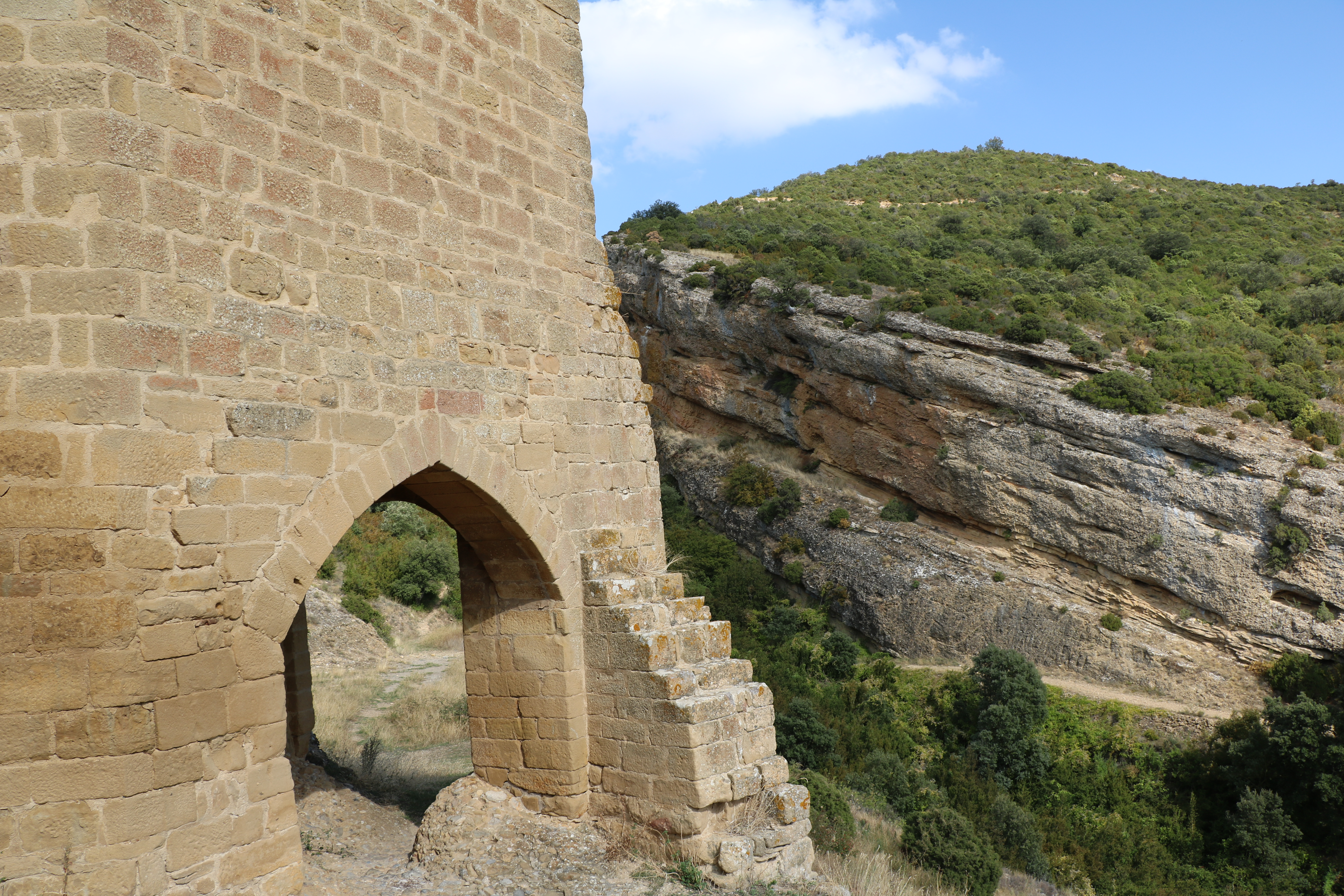
Vista de la arquería junto a la iglesia parroquial de San Martín
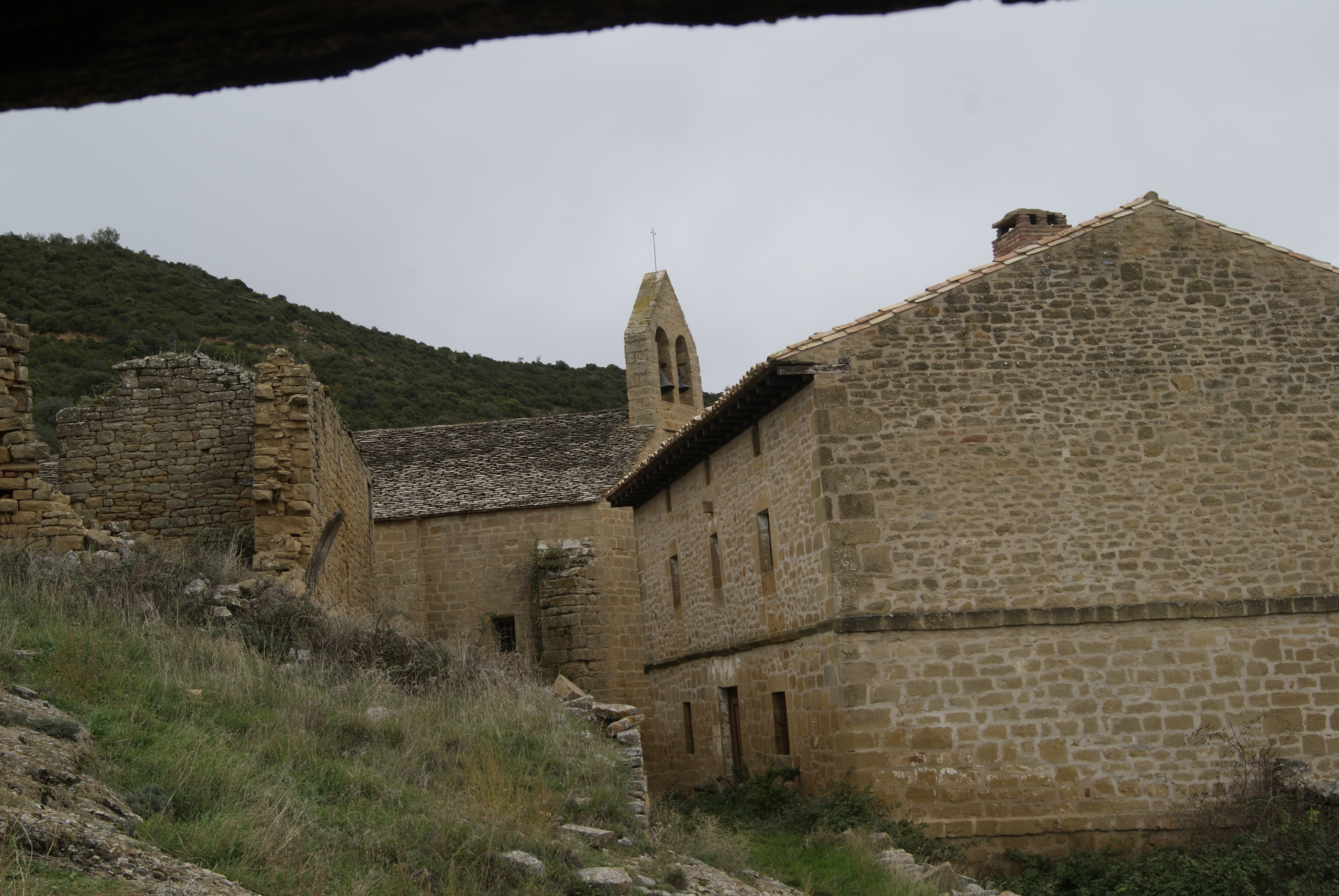
Peña - Iglesia de San Martin